# Lee Charles
Lee Charles (sinh ngày 20 tháng 8 năm 1971 ở Hillingdon) là một tiền đạo bóng đá người Anh đã giải nghệ.